# Nicholson, Pennsylvania
Nicholson là một thị trấn thuộc quận Wyoming, tiểu bang Pennsylvania, Hoa Kỳ. Năm 2010, dân số của thị trấn này là 767 người.